# Tumi Sekhukhune
Tumi Sphindile Sekhukhune (* 21. November 1998 in Johannesburg, Südafrika) ist eine südafrikanische Cricketspielerin, die seit 2018 für die südafrikanische Nationalmannschaft spielt.

## Aktive Karriere
Ihr Debüt in der Nationalmannschaft gab sie bei der Tour in den West Indies. Dort absolvierte sie ihr erstes WODI, bei dem sie 2 Wickets für 28 Runs erzielte, und ihr erstes WTWenty20. Bei ihrem nächsten Einsatz im Februar 2019 bei der Tour gegen Sri Lanka konnte sie zweimal zwei Wickets (2/33 und 2/55) erreichen. Sie verpasste die Nominierung für den ICC Women’s T20 World Cup 2020 und kam erst 2021 wieder zurück ins Team. Dort konnte sie bei der Tour in Indien im März 2021 abermals zwei Mal 2 Wickets (2/63 und 2/26) erzielen. Im Februar 2022 wurde sie für den Women’s Cricket World Cup 2022 nominiert, konnte jedoch bei den beiden absolvierten Spielen nicht herausstechen. Bei der Tour in Irland im Sommer 2022 erreichte sie sie in den WTwenty20s zwei Mal 3 Wickets (3/32 und 3/20). Ursprünglich war sie im Kader für die Commonwealth Games 2022, musste jedoch au Grund einer Verletzung absagen.